# Calle (Vorname)
Calle ist ein schwedischer männlicher Vorname. Calle ist eine Form von Carl. Als Vorname ist er besonders in Skandinavien und Norddeutschland verbreitet.

## Bekannte Namensträger
- Calle Bergström (* 1976), schwedischer Eishockeyverteidiger
- Calle Carlsson (* 1972), schwedischer Eishockeyspieler
- Calle Claus (* 1971), deutscher Comic-Zeichner und Illustrator
- Calle Järnkrok (* 1991), schwedischer Eishockeyspieler
- Calle Johansson (* 1967), schwedischer Eishockeyspieler
- Calle Wamser (* 2003), deutsche Fußballspielerin, Spitzname